# Albion (village, État de New York)
Pour les articles homonymes, voir Albion (homonymie).
Ne doit pas être confondu avec Albion (comté d'Orleans, New York).
Le village d'Albion est le siège du comté d'Orleans, situé dans l'État de New York, aux États-Unis.

## Démographie
| Groupe                           | Albion | New York | États-Unis |
| -------------------------------- | ------ | -------- | ---------- |
| Blancs                           | 83,7   | 66,8     | 72,4       |
| Afro-Américains                  | 9,2    | 15,9     | 12,6       |
| Métis                            | 3,6    | 3,0      | 2,9        |
| Autres                           | 2,3    | 7,5      | 6,4        |
| Asiatiques                       | 0,7    | 7,3      | 4,8        |
| Amérindiens                      | 0,5    | 0,6      | 0,9        |
| Total                            | 100    | 100      | 100        |
|                                  |        |          |            |
| Hispaniques et Latino-Américains | 6,3    | 17,6     | 16,7       |

## Personnalités
- Henry Moore Harrington, (1849-1876), officier de cavalerie, né à Albion
- George Pullman, (1831–1897), inventeur et industriel, vit à Albion
- Wanda Grabińska (1902-1980), avocate et juge, décèdée à Albion